# ماهی‌خورک‌های کوتوله
ماهی‌خورک‌های کوتوله (نام علمی: Ceyx) نام یک سرده از تیره ماهی‌خورک‌های رودخانه‌ای است.

## گونه‌ها
- ماهی‌خورک کوتوله خاوری،  Ceyx erithacus
- ماهی‌خورک کوتوله سوآلزی،  Ceyx fallax
- ماهی‌خورک کوتوله چندرنگ،  Ceyx lepidus
- Madagascan pygmy kingfisher, Ceyx madagascariensis
- ماهی‌خورک کوتوله فیلیپینی،  Ceyx melanurus
- ماهی‌خورک پشت‌حنایی،  Ceyx rufidorsa